# تضيق قصبي

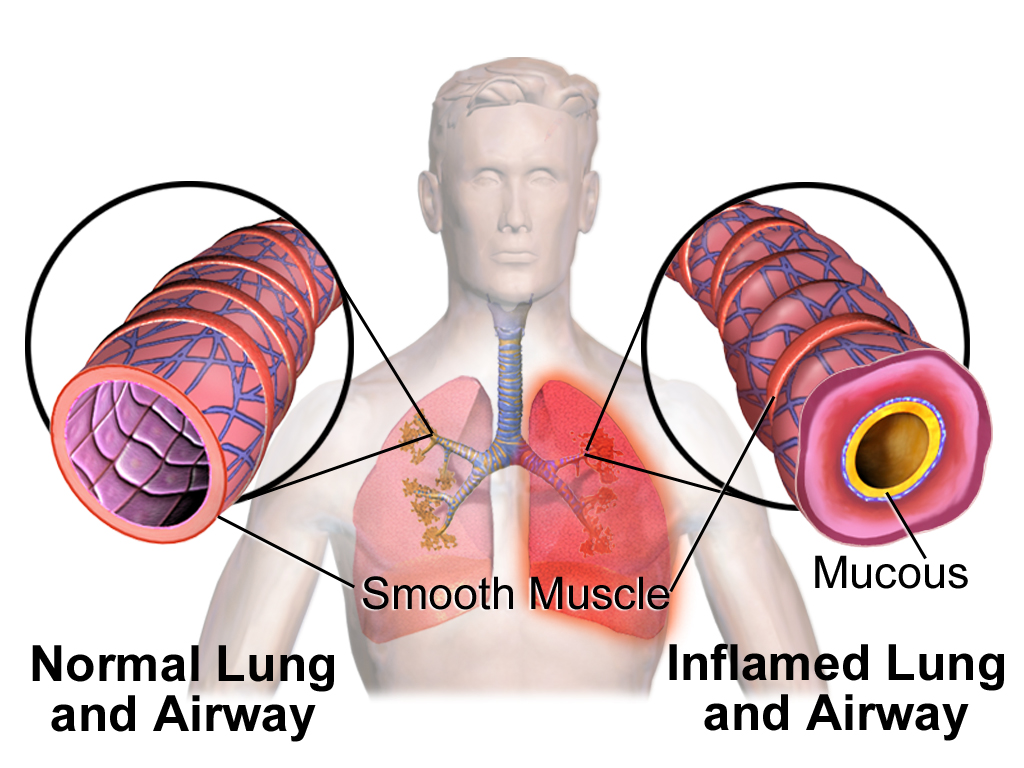
رسم توضيحي لتضيق القصبات الهوائية (كما يحدث في الربو)

التضيق القصبي هو انقباض (تضيق) القصبات الهوائية الموجودة في الرئتين بسبب انقباض العضلات الملساء المحيطة بجدارها، وهو ما يؤدي إلى السعال والأزيز وضيق في التنفس.

## الأسباب
يحدث التضيق القصبي لعدد من الأسباب، أكثرها شيوعًا هو داء الانسداد الرئوي المزمن والربو. كما قد تتسبب ممارسة الرياضة والحساسية إلى ظهور التضيق القصبي في الأفراد الذين لم يظهر عليهم أي أعراض من قبل.

### داء الانسداد الرئوي المزمن
يمكن لضيق التنفس المصاحب لحالات داء الانسداد الرئوي المزمن بسبب التضيق القصبي الشديد بفعل الانسداد بالمخاط السميك المفرط (وهو مخاط سميك لدرجة وجود صعوبة كبيرة في بصقه مما يؤدي إلى الإرهاق في بعض الأحيان) أن يسبب نوبات هلع ما لم يدرك المصاب ذلك ويتعلم أن تقنية تنفس السفة المضمومة لنقل الأكسجين إلى الدم بسرعة أكبر عبر الحويصلات الهوائية التالفة بسبب هذا الداء. يُعتبر التدخين هو السبب الأكثر شيوعا لداء الانسداد الرئوي المزمن، ويُعتبر الإقلاع عن التدخين أمر إلزامي في مسار علاج هذا المرض المزمن، وتُمثل الوقاية من التضيق القصبي أمر حيوي لهؤلاء المرضى، ويتم ذلك باستخدام العديد من الأدوية المضادة للكولين، والتي يمكن أن تحسن بشكل كبير من نوعية معيشتهم، بجانب عوامل إذابة المخاط مثل الغايفينيسين التي تحرز تحسن كبير في التنفس.

### التضيق القصبي الناجم عن ممارسة الرياضة
يعكس المصطلح العام الربو الناجم عن ممارسة الرياضية، أو مصطلح الأفصل والأكثر دقة "التضيق القصبي الناجم عن ممارسة الرياضة" الفسيولوجيا المرضية الكامنة، كما أنه يُفضل استخدام المصطلح الثاني بسبب أن المصطلح الأول قد يعطي انطباعًا خاطئًا بأن الربو ينجم عن ممارسة الرياضة.
في الأشخاص المصابين بالتضيق القصبي الناجم عن ممارسة الرياضة فإن ممارسة الرياضة يتبعها نمط طبيعي من التوسع القصبي، إلا أنه في غضون ثلاث دقائق يبدأ التضيق في الحدوث، ويصل لذروته خلال 10-15 دقيقة، وعادة ما يزول التضيق من تلقاء نفسه خلال ساعة. أثناء هذه النوبة من التضيق القصبي تزداد مستويات الوسائط الالتهابية، وخاصة اللوكوترايين والهستامين والإنترلوكين، ويحدث تنشيط للخلايا الليمفاوية، مسببا زيادة في عدد الخلايا التائية والخلايا البائية مما تيؤدي لزيادة إنتاج الغلوبيولين المناعي هـ، وبعد نهاية التمرين تختفي الحالة تدريجيا خلال 1-3 دقائق، ويتبع ذلك فترة مقاومة تقل عادة عن أربع ساعات في معظم المصابين، وبتكرار العملية تقل حدة التضيق القصبي، الأمر الذي يُحتمل أن يرجع إلى إطلاق البروستاجلاندين .
ويظهر أن السبب الكامن وراء هذا النوع من التضيق القصبي زيادة حجم الهواء البارد الجاف الذي يتم يتنفسه المريض أثناء التمارين الشاقة، كما تُظهر الحالة تحسنا عندما يكون الهواء المستنشق أكثر رطوبة وأقرب إلى درجة حرارة الجسم .
تتراوح هذه الحالة في عامة السكان من 7 - 20%، وتزداد نسبة 80% في المصابين بالربو. ومع ذلك فكثير من حالات التضيق القصبي أثناء أو بعد التمرين الشاق تكون غير ملحوظة سريريا إلا في حالات داء الانسداد الرئوي المزمن المتوسطة والشديدة.
وقد أصدرت الجمعية الأمريكية لأمراض الصدر في مايو 2013 أول توجيهات علاجية للتضيق القصبي الناجم عن ممارسة الرياضة 

### التضيق القصبي المُستحث بمولدات الحساسية
يشبه التضيق القصبي المُستحث بمولدات الحساسية التضيق القصبي الناجم عن ممارسة الرياضة على الرغم من اختلاف السبب في كل منهما، ويكمن هذا الشبه في التفاعل المناعي الذي يتضمن إطلاق الوسائط الالتهابية.
يُسبب استنشاق مولدات الحساسية في (الأشخاص المعرضين للتضيق القصبي) إلى تضيق قصبي خلال 10 دقائق ويصل لحده الأقصى خلال 30 دقيقة، وعادة ما يزول من تلقاء نفسه خلال 1- 3 ساعات. وفي بعض الأشخاص لا يزول ويتكرر بعد حوالي ثلاث ساعات وقد يستمر ما يصل إلى يوم واحد أو أكثر. وتسمى الحالة الأولى الاستجابة الربوية المبكرة، وتسمى الأخيرة الاستجابة الربوية المتأخرة.
كما يمكن أن يحدث التضيق القصبي نتيجة صدمة الحساسية.

## الفسيولوجيا
يُعرّف التضيق القصبي بأنه تضييق لمجرى الهواء في الرئتين (القصبات والقصيبات الهوائية)، مما يحد من تدفق الهواء عبر المجرى الهوائي بثلاث طرق: 
1. انقباض العضلات الملساء في القصبات والقصيبات الهوائية
2. التهاب في الطبقات الوسطى للقصبات والقصيبات الهوائية
3. الإنتاج المفرط للمخاط.

يحدث انقباض القصبات الهوئية نتيجة لتفعيل الجهاز العصبي اللاودي، حيث تُطلق أليافه التالية للعقدة مادة الأستيل كولين مسببة انقباض في طبقة العضلية الملساء المحيطة بالقصبات الهوائية، حيث تحتوي هذه العضلات الملساء على مستقبلات مسكارينية على الغشاء، ويؤدي تنشيط هذه المستقبلات بالأسيتيل كولين إلى تنشيط البروتين G داخل الخلايا، والذي بدوره سوف ينشط مسار الفسفوليباز C، الأمر الذي ينتهي بزيادة تركيز الكالسيوم داخل الخلايا وبالتالي تسهيل تقلص العضلات الملساء، ويؤدي هذا التقلص إلى نقص قطر القصبات الهوائية، وبالتالي زيادة مقاومته تدفق الهواء. 
يشيع التضيق القصبي في الأشخاص الذين يعانون من مشاكل في الجهاز التنفسي، مثل الربو وداء الانسداد الرئوي المزمن والتليف الكيسي.

## التعامل مع التضيق القصبي
يعتمد التعامل الطبي مع تضيق القصبات المؤقت أو داء الانسداد الرئوي المزمن على نوع وشدة السبب ويمكن أن يعالج بمزيج من الأدوية التالية:
- منبهات مستقبلات بيتا: وهي أدوية تنبه النوع الفرعي لمستقبلات بيتا 2 الموجودة على العضلات الملساء الرئوية مما يؤدي إلى استرخاء هذه العضلات، وبالتالي توسع القصبات الهوائية وزيادة تدفق الهواء إلى الرئتين أثناء الاستنشاق، وتشتمل هذه الأدوية منبهات بيتا قصيرة المفعول مثل السالبوتامول، الذي عادة ما يستمر من 4 - 6 ساعات، ومنبهات بيتا طويلة المفعول مثل السالميتيرول الذي يدوم 12 ساعة. [6] فمثلا عند تفاقم الربو الحاد حيث تتقلص العضلات الملساء مسببة تضيق قصبي، فإن استنشاق منبهات بيتا قصيرة المفعول يؤدي لتخفيف سريع لأعراض هذا التضيق (في غضون 5-15 دقيقة)، ونظرًا لهذا النشاط السريع فقد تم اختيار هذه المنبهات كأول الخيارات للحصول على راحة سريعة في حالات الربو والتشنج القصبي المستمر والمتقطع.[7] وقد يعاني المرضى من دوخة وخفقان القلب وارتفاع السكر في الدم وإسهال وتشنجات في العضلات الهيكيلة عند تناول هذه الأدوية. وجدير بالذكر أن الأدوية التي تعارض منبهات مستقبِلات بيتا 2 (حاصرات بيتا) قد تزيد بشكل كبير من خطر تفاقم الربو، ويجب تجنبها عمومًا في مرضى الربو.[8]
- الكورتيكوستيرويدات: تُستخدم الكورتيكوستيرويدات المستنشقة (مثل فلوتيكازون، بوديزونيد) عادة عندما يتطور المرض المسبب للتضيق القصبي إلى حالة التهابية دائمة، بعبارة أكثر تحديداً، الربو المستمر أو الشديد ومرض الانسداد الرئوي المزمن. [بحاجة لمصدر] وهذه الأدوية تقلل من نشاط الجهاز المناعي والذي بدوره يقلل من تورم القصبات الهوائية ومن مقاومة مجرى الهواء، ويزيد من إيصال الهواء إلى الحويصلات الهوائية أثناء التنفس. وعلى العكس من منبهات بيتا قصيرة المفعول، فإن الكورتيكوستيرويدات لا توفر تخفيفًا سريعا للأعراض الحادة أو لنوبات الربو، وعادة ما يظهر تأثيرها فقط بعد 3-4 أسابيع من العلاج، وبسبب هذه الاستجابة العلاجية المتأخرة فمن الضروري للغاية أن يلتزم المرضى الموصوف لهم لكورتيكوستيرويدات بنظامهم الدوائي.
- مضادات المسكارين (مضادات الكولين): وهي أدوية تحصر مستقبلات الأسيتيل كولين المسكارينية الموجودة في العضلات الملساء للقصبات الهوائية مما يؤدي إلى ارتخائها وبالتالي توسع القصبات، وتشمل هذه الأدوية مضادات المسكارين قصيرة المفعول مثل الإبراتروبيوم ومضادات المسكارين طويلة المفعول مثل التيوتروبيوم. وعادةً ما يتراوح فترة بدء نشاط مضادات المسكارين قصيرة المفعول ما بين 30-60 دقيقة، مما يجعل هذه الأدوية أقل فعالية في علاج نوبات الربو الحادة والتضيق القصبي.[9] قد تشمل الآثار الجانبية الأكثر شيوعًا لهذه الأدوية جفاف الفم والصداع والتهابات المسالك البولية والتهاب الشعب الهوائية.
- أدوية أخرى: وتشمل ثيوفيلين، كرومولين، مونتيلوكاست وتُسدعى لأمراض محددة، ويمكن أن توفر فقط راحة لمرضى الدراسات. [10]